# Serolis arntzi
Serolis arntzi är en kräftdjursart som beskrevs av Brandt 2003. Serolis arntzi ingår i släktet Serolis och familjen Serolidae. Inga underarter finns listade i Catalogue of Life.